# Lampsilis cariosa
Lampsilis cariosa е вид мида от семейство Unionidae. Видът е застрашен от изчезване.

## Разпространение
Разпространен е в Канада (Нова Скотия и Ню Брънзуик) и САЩ (Вашингтон, Вирджиния, Върмонт, Делауеър, Джорджия, Западна Вирджиния, Кънектикът, Масачузетс, Мейн, Ню Джърси, Ню Йорк, Ню Хампшър, Пенсилвания, Северна Каролина и Южна Каролина).